# Sinotragus
Il sinotrago (gen. Sinotragus) è un mammifero artiodattilo estinto, appartenente ai bovidi. Visse tra il Miocene superiore e il Pliocene inferiore (circa 8 - 5 milioni di anni fa) e i suoi resti fossili sono stati ritrovati in Asia.

## Descrizione
Questo genere comprendeva animali di grande taglia, paragonabile a quella di un'antilope nera (Hippotragus niger). Sinotragus era caratterizzato da corna a spirale, montate su cavicchi ossei dalla sezione ovale alla base. La parte alta dei cavicchi aveva una carena anteriore. Si riconoscono due gruppi di specie: quelle con cavicchi allungati e leggermente ritorti, e quelle con cavicchi più corti e spessi, molto larghi nella parte posteriore e carenati nell'angolo antero-interno. Il cranio di queste ultime specie (come la specie tipo Sinotragus wimani), inoltre, era più massiccio.

## Classificazione
Sinotragus è un genere di bovidi, forse appartenente alla sottofamiglia Caprinae o Hippotraginae. È anche possibile che sia vicino all'origine degli Ovibovini (l'attuale bue muschiato). Il genere venne descritto per la prima volta da Birger Bohlin nel 1935, sulla base di resti fossili ritrovati nella provincia dello Shanxi in Cina. La specie tipo è S. wimani, ma sono note altre specie: S. occidentalis della Turchia, S. tenuicornis della Cina e S. kuhlmanni dell'isola di Samos. Queste ultime due specie sono state in passato attribuite al genere Prosinotragus, ma è probabile che siano da ascrivere a Sinotragus. È anche possibile che S. tenuicornis, descritta dallo stesso Bohlin nel 1935 e proveniente anch'essa dallo Shanxi, rappresenti esemplari femminili della specie S. wimani.